# Ptectisargus lucidus
Ptectisargus lucidus är en tvåvingeart som beskrevs av Lindner 1968. Ptectisargus lucidus ingår i släktet Ptectisargus och familjen vapenflugor.
Artens utbredningsområde är Madagaskar. Inga underarter finns listade i Catalogue of Life.